# 男子第50回・女子第45回全日本学生バスケットボール選手権記念大会
男子第50回・女子第45回 全日本学生バスケットボール選手権記念大会（だんしだい50かい・じょしだい45かい ぜんにほんがくせいバスケットボールせんしゅけんきねんたいかい）は、1998年11月29日から12月6日まで8日間にわたって国立代々木競技場第二体育館などで行われた全日本学生バスケットボール選手権大会。

## 日程
- 11月29日 - 男女1回戦
- 11月30日 - 男女2回戦
- 12月1日 - 男女2回戦
- 12月2日 - 男女3回戦
- 12月3日 - 男女4回戦
- 12月4日 - 男女5～8位決定戦・男女決勝リーグ
- 12月5日 - 男女順位決定戦・男女決勝リーグ
- 12月6日 - 男女決勝リーグ・閉会式

## 会場
- 代々木第二体育館
- 駒沢体育館
- 國學院大学たまプラーザキャンパス体育館
- 学習院大学体育館
- 聖心女子大学体育館

## 出場校

### 男子
北海道・東北
- 北海道1位 札幌大学（13年連続26回目）
- 北海道2位 北海学園大学（7年ぶり16回目）
- 北海道3位 道都大学（2年連続11回目）
- 東北1位 秋田経済法科大学（2年ぶり13回目）
- 東北2位 仙台大学（2年連続4回目）
- 東北3位 東北学院大学（5年連続36回目）

関東
- 関東1位 日本体育大学（42年連続42回目）
- 関東2位 中央大学（22年連続43回目）
- 関東3位 青山学院大学（16年連続22回目）
- 関東4位 日本大学（47年連続47回目）
- 関東5位 拓殖大学（28年連続28回目）
- 関東6位 大東文化大学（3年連続8回目）
- 関東7位 専修大学（14年連続33回目）
- 関東8位 明治大学（5年連続45回目）
- 関東9位 筑波大学（50年連続50回目）
- 関東10位 法政大学（3年ぶり39回目）
- 関東11位 慶應義塾大学（2年ぶり42回目）
- 関東12位 関東学院大学（4年連続9回目）
- 関東13位 早稲田大学（2年連続44回目）
- 関東14位 順天堂大学（17年連続20回目）
- 関東15位 上武大学（初出場）
- 関東16位 駒澤大学（5年ぶり4回目）
- 関東17位 國學院大学（初出場）

北信越・東海
- 北信越1位 新潟工業短期大学（2年連続2回目）
- 北信越2位 新潟大学（5年ぶり4回目）
- 北信越3位 信州大学（3年連続4回目）
- 東海1位 愛知学泉大学（11年連続11回目）
- 東海2位 中京大学（4年連続37回目）
- 東海3位 愛知大学（2年連続12回目）
- 東海4位 三重大学（11年ぶり4回目）
- 東海5位 愛知学院大学（2年ぶり6回目）

近畿
- 関西1位 関西学院大学（22年ぶり25回目）
- 関西2位 京都産業大学（28年連続28回目）
- 関西3位 天理大学（2年連続9回目）
- 関西4位 大阪経済大学（10年ぶり4回目）
- 関西5位 大阪商業大学（3年連続36回目）
- 関西6位 立命館大学（2年ぶり20回目）
- 関西7位 近畿大学（20年連続38回目）
- 関西8位 同志社大学（47年連続49回目）

中国・四国
- 中国1位 島根大学（3年連続14回目）
- 中国2位 広島経済大学（2年連続3回目）
- 中国3位 岡山大学（29年ぶり8回目）
- 四国1位 高知大学（3年連続11回目）
- 四国2位 愛媛大学（26年ぶり6回目）

九州
- 九州1位 鹿屋体育大学（2年連続7回目）
- 九州2位 福岡大学（8年連続39回目）
- 九州3位 九州国際大学（3年連続5回目）
- 九州4位 九州産業大学（2年ぶり26回目）

### 女子
北海道・東北
- 北海道1位 北海道教育大学札幌校（2年ぶり5回目）
- 北海道2位 北海道教育大学旭川校（2年連続3回目）
- 北海道3位 北海道女子大学（3年ぶり25回目）
- 東北1位 東北学院大学（10年連続17回目）
- 東北2位 仙台大学（2年ぶり4回目）
- 東北3位 山形大学（2年連続19回目）

関東
- 関東1位 日本体育大学（44年連続44回目）
- 関東2位 日本女子体育大学（44年連続44回目）
- 関東3位 白鷗大学（3年連続3回目）
- 関東4位 東京女子体育大学（11年連続26回目）
- 関東5位 専修大学（15年連続15回目）
- 関東6位 筑波大学（44年連続44回目）
- 関東7位 青山学院大学（14年連続35回目）
- 関東8位 大妻女子大学（4年ぶり10回目）
- 関東9位 東京学芸大学（6年連続26回目）
- 関東10位 埼玉大学（3年ぶり7回目）
- 関東11位 早稲田大学（8年連続10回目）
- 関東12位 順天堂大学（初出場）
- 関東13位 拓殖大学（初出場）

北信越
- 北信越1位 長野経済短期大学（3年連続3回目）
- 北信越2位 信州大学（3年ぶり11回目）
- 北信越3位 富山大学（初出場）

東海
- 東海1位 愛知学泉大学（18年連続41回目）
- 東海2位 桜花学園大学（2年連続4回目）
- 東海3位 中京女子大学（4年ぶり32回目）
- 東海4位 中京大学（2年ぶり17回目）
- 東海5位 静岡大学（3年連続4回目）
- 東海6位 愛知大学（3年連続3回目）

近畿
- 関西1位 大阪体育大学（29年連続29回目）
- 関西2位 樟蔭東女子短期大学（23年連続23回目）
- 関西3位 大阪薫英女子短期大学（22年連続22回目）
- 関西4位 武庫川女子大学（14年連続33回目）
- 関西5位 立命館大学（4年連続4回目）
- 関西6位 園田学園女子大学（5年ぶり14回目）
- 関西7位 滋賀女子短期大学（2年連続3回目）
- 関西8位 奈良文化女子短期大学（初出場）
- 関西9位 天理大学（2年ぶり25回目）
- 関西10位 大阪教育大学（25年ぶり10回目）
- 関西11位 関西外国語大学（3年連続4回目）

中国・四国
- 中国1位 徳山大学（7年連続8回目）
- 中国2位 広島大学（4年連続20回目）
- 中国3位 広島経済大学（4年ぶり2回目）
- 四国1位 高知大学（2年ぶり12回目）
- 四国2位 松山大学（2年連続9回目）

九州
- 九州1位 鹿屋体育大学（6年連続11回目）
- 九州2位 福岡教育大学（5年連続19回目）
- 九州3位 福岡大学（2年連続12回目）
- 九州4位 沖縄国際大学（2年ぶり3回目）

## 試合結果
- Y…代々木第二体育館
- K…駒沢体育館（A・B）
- O…國學院大学 たまプラーザキャンパス体育館（A・B）
- G…学習院大学体育館（A・B）
- W…聖心女子大学体育館

### 男子
1回戦
| 日時      | OA                        | GA                            | GB                            |
| --------- | ------------------------- | ----------------------------- | ----------------------------- |
| 29日10:00 | ー                        | 大阪商業大 87 - 75 鹿屋体育大 | 駒澤大 103 - 52 三重大        |
| 29日11:30 | ー                        | 関東学院大 55 - 69 東北学院大 | 仙台大 124 - 36 愛知学院大    |
| 29日13:00 | ー                        | 新潟工業短大 45 - 74 島根大   | 近畿大 74 - 61 札幌大         |
| 29日14:30 | ー                        | 福岡大 78 - 81 順天堂大       | 九州産業大 64 - 92 慶應義塾大 |
| 29日16:00 | 道都大 68 - 87 岡山大     | 愛知大 77 - 57 広島経済大     | 早稲田大 76 - 79 大阪経済大   |
| 29日17:30 | 國學院大 72 - 77 同志社大 | 上武大 72 - 69 九州国際大     | 新潟大 101 - 60 愛媛大        |
| 29日19:00 | ー                        | 北海学園大 56 - 81 立命館大   | 高知大 69 - 77 信州大         |

2回戦
| 日時      | Y                         | KA                              |
| --------- | ------------------------- | ------------------------------- |
| 30日12:30 | ー                        | 中京大 75 - 59 同志社大         |
| 30日14:00 | ー                        | 大東文化大 79 - 66 慶應義塾大   |
| 30日15:30 | 上武大 63 - 88 明治大     | 筑波大 85 - 83 大阪経済大       |
| 30日17:00 | 駒澤大 76 - 96 専修大     | 法政大 84 - 66 島根大           |
| 30日18:30 | 天理大 58 - 35 立命館大   | 東北学院大 65 - 73 京都産業大   |
| 1日12:30  | ー                        | 青山学院大 78 - 48 愛知大       |
| 1日14:00  | ー                        | 岡山大 32 - 103 愛知学泉大      |
| 1日15:30  | 近畿大 72 - 99 日本大     | 中央大 108 - 46 新潟大          |
| 1日17:00  | 拓殖大 79 - 68 仙台大     | 順天堂大 77 - 84 秋田経済法科大 |
| 1日18:30  | 信州大 77 - 87 関西学院大 | 日本体育大 84 - 44 大阪商業大   |

3回戦
| 日時     | Y                              | KA                             |
| -------- | ------------------------------ | ------------------------------ |
| 2日12:30 | ー                             | 青山学院大 97 - 76 明治大      |
| 2日14:00 | ー                             | 中京大 62 - 89 愛知学泉大      |
| 2日15:30 | 拓殖大 77 - 89 専修大          | 大東文化大 78 - 81 日本大      |
| 2日17:00 | 天理大 44 - 40 関西学院大      | 中央大 109 - 63 筑波大         |
| 2日18:30 | 法政大 106 - 72 秋田経済法科大 | 日本体育大 117 - 56 京都産業大 |

4回戦
| 日時     | Y                             |
| -------- | ----------------------------- |
| 3日12:00 | 青山学院大 70 - 59 愛知学泉大 |
| 3日13:30 | 中央大 72 - 65 日本大         |
| 3日18:00 | 専修大 65 - 45 天理大         |
| 3日19:30 | 日本体育大 96 - 57 法政大     |

5～8位決定戦
| 日時     | Y                         |
| -------- | ------------------------- |
| 4日12:00 | 法政大 68 - 67 日本大     |
| 4日13:30 | 愛知学泉大 35 - 39 天理大 |

7位決定戦
| 日時     | Y                         |
| -------- | ------------------------- |
| 5日12:00 | 日本大 74 - 63 愛知学泉大 |

5位決定戦
| 日時     | Y                     |
| -------- | --------------------- |
| 5日13:30 | 法政大 56 - 40 天理大 |

決勝リーグ
| 順位 | チーム     | 日本体育大 | 中央大  | 青山学院大 | 専修大  | 勝敗   | 得点 | 失点 | 差  | 勝点 |
| ---- | ---------- | ---------- | ------- | ---------- | ------- | ------ | ---- | ---- | --- | ---- |
| 1    | 日本体育大 | -          | ○ 77-71 | ○ 85-77    | ◯ 91-83 | 3勝0敗 | 253  | 231  | +22 | 6    |
| 2    | 中央大     | ● 71-77    | -       | ○ 80-58    | ○ 86-65 | 2勝1敗 | 237  | 200  | +37 | 5    |
| 3    | 青山学院大 | ● 77-85    | ● 58-80 | -          | ◯ 98-66 | 1勝2敗 | 233  | 231  | +2  | 4    |
| 4    | 専修大     | ● 83-91    | ● 65-86 | ● 66-98    | -       | 0勝3敗 | 214  | 275  | -61 | 3    |

### 女子
1回戦
| 日時      | OA                                    | OB                            | W                                 |
| --------- | ------------------------------------- | ----------------------------- | --------------------------------- |
| 29日10:00 | 中京女子大 71 - 44 沖縄国際大         | 福岡大 87 - 63 北海道女子大   | ー                                |
| 29日11:00 | ー                                    | ー                            | 中京大 87 - 42 富山大             |
| 29日11:30 | 福岡教育大 71 - 72 滋賀女子短大       | 園田学園女子大 73 - 64 静岡大 | ー                                |
| 29日12:30 | ー                                    | ー                            | 埼玉大 77 - 38 高知大             |
| 29日13:00 | 東京学芸大 72 - 57 北海道教育大札幌校 | 山形大 60 - 58 愛知大         | ー                                |
| 29日14:00 | ー                                    | ー                            | 徳山大 71 - 58 拓殖大             |
| 29日14:30 | 奈良文化女子短大 43 - 87 大妻女子大   | 早稲田大 55 - 69 立命館大     | ー                                |
| 29日15:30 | ー                                    | ー                            | 信州大 77 - 94 北海道教育大旭川校 |
| 29日16:00 | ー                                    | 順天堂大 86 - 46 松山大       | ー                                |
| 29日17:00 | ー                                    | ー                            | 関西外国語大 64 - 67 長野経済短大 |
| 29日17:30 | ー                                    | 天理大 60 - 43 広島大         | ー                                |
| 29日18:30 | ー                                    | ー                            | 大阪教育大 64 - 59 広島経済大     |

2回戦
| 日時      | Y                                         | KB                                   |
| --------- | ----------------------------------------- | ------------------------------------ |
| 30日11:00 | 大妻女子大 106 - 65 仙台大                | ー                                   |
| 30日12:30 | 埼玉大 54 - 49 専修大                     | 大阪教育大 45 - 89 筑波大            |
| 30日14:00 | 桜花学園大 72 - 69 徳山大                 | 青山学院大 61 - 66 中京女子大        |
| 30日15:30 | ー                                        | 武庫川女子大 64 - 54 福岡大          |
| 30日17:00 | ー                                        | 立命館大 57 - 65 鹿屋体育大          |
| 30日18:30 | ー                                        | 東北学院大 86 - 56 順天堂大          |
| 1日11:00  | 樟蔭東女子短大 99 - 52 長野経済短大       | ー                                   |
| 1日12:30  | 北海道教育大旭川校 56 - 87 東京女子体育大 | 滋賀女子短大 74 - 100 日本女子体育大 |
| 1日14:00  | 愛知学泉大 109 - 28 中京大                | 園田学園女子大 63 - 84 白鷗大        |
| 1日15:30  | ー                                        | 大阪体育大 89 - 50 東京学芸大        |
| 1日17:00  | ー                                        | 大阪薫英女子短大 70 - 51 山形大      |
| 1日18:30  | ー                                        | 天理大 69 - 99 日本体育大            |

3回戦
| 日時     | Y                                 | KB                                  |
| -------- | --------------------------------- | ----------------------------------- |
| 2日11:00 | 武庫川女子大 52 - 51 白鷗大       | ー                                  |
| 2日12:30 | 桜花学園大 47 - 72 東京女子体育大 | 樟蔭東女子短大 78 - 71 筑波大       |
| 2日14:00 | 愛知学泉大 115 - 31 埼玉大        | 中京女子大 62 - 88 日本女子体育大   |
| 2日15:30 | ー                                | 大阪体育大 82 - 51 大妻女子大       |
| 2日17:00 | ー                                | 大阪薫英女子短大 63 - 38 鹿屋体育大 |
| 2日18:30 | ー                                | 東北学院大 39 - 83 日本体育大       |

4回戦
| 日時     | Y                                     |
| -------- | ------------------------------------- |
| 3日9:00  | 樟蔭東女子短大 73 - 47 日本女子体育大 |
| 3日10:30 | 大阪体育大 64 - 35 武庫川女子大       |
| 3日15:00 | 大阪薫英女子短大 45 - 56 日本体育大   |
| 3日16:30 | 愛知学泉大 83 - 33 東京女子体育大     |

5～8位決定戦
| 日時     | Y                                       |
| -------- | --------------------------------------- |
| 4日9:00  | 日本女子体育大 49 - 52 武庫川女子大     |
| 4日10:30 | 東京女子体育大 50 - 40 大阪薫英女子短大 |

7位決定戦
| 日時    | Y                                       |
| ------- | --------------------------------------- |
| 5日9:00 | 日本女子体育大 75 - 66 大阪薫英女子短大 |

5位決定戦
| 日時     | Y                                   |
| -------- | ----------------------------------- |
| 5日10:30 | 武庫川女子大 36 - 49 東京女子体育大 |

決勝リーグ
| 順位 | チーム         | 愛知学泉大 | 日本体育大 | 大阪体育大 | 樟蔭東女子短大 | 勝敗   | 得点 | 失点 | 差  | 勝点 |
| ---- | -------------- | ---------- | ---------- | ---------- | -------------- | ------ | ---- | ---- | --- | ---- |
| 1    | 愛知学泉大     | -          | ○ 95-56    | ○ 84-62    | ◯ 78-57        | 3勝0敗 | 257  | 175  | +82 | 6    |
| 2    | 日本体育大     | ● 56-95    | -          | ○ 74-70    | ○ 72-48        | 2勝1敗 | 202  | 213  | -11 | 5    |
| 3    | 大阪体育大     | ● 62-84    | ● 70-74    | -          | ◯ 72-36        | 1勝2敗 | 204  | 194  | +10 | 4    |
| 4    | 樟蔭東女子短大 | ● 57-78    | ● 48-72    | ● 36-72    | -              | 0勝3敗 | 141  | 222  | -81 | 3    |

## 順位
| 順位   | 男子         | 男子          | 女子                 | 女子          |
| 順位   | 大学名       | 備考          | 大学名               | 備考          |
| ------ | ------------ | ------------- | -------------------- | ------------- |
| 優勝   | 日本体育大学 | 3年連続12回目 | 愛知学泉大学         | 3年連続10回目 |
| 準優勝 | 中央大学     |               | 日本体育大学         |               |
| 3位    | 青山学院大学 |               | 大阪体育大学         |               |
| 4位    | 専修大学     |               | 樟蔭東女子短期大学   |               |
| 5位    | 法政大学     |               | 東京女子体育大学     |               |
| 6位    | 天理大学     |               | 武庫川女子大学       |               |
| 7位    | 日本大学     |               | 日本女子体育大学     |               |
| 8位    | 愛知学泉大学 |               | 大阪薫英女子短期大学 |               |

## 表彰
| タイトル       | 男子              | 男子                                | 男子                        | 女子       | 女子                  | 女子                       |
| タイトル       | 選手名            | 所属                                | 備考                        | 選手名     | 所属                  | 備考                       |
| -------------- | ----------------- | ----------------------------------- | --------------------------- | ---------- | --------------------- | -------------------------- |
| 得点王         | 大野篤史          | 日本体育大№6、3年                   | 82点                        | 渡邉温子   | 愛知学泉大№11、2年    | 84点                       |
| 3P王           | 大野篤史 小溝慎一 | 日本体育大№6、3年 青山学院大№5、4年 | 9本                         | 張玉琰     | 大阪体育大№7、4年     | 5本                        |
| リバウンド王   | 青野文彦          | 青山学院大№10、2年                  | OFF13REB DEF29REB 合計42REB | 矢代直美   | 日本体育大№13、3年    | OFF6REB DEF21REB 合計27REB |
| アシスト王     | 半田圭史          | 専修大№8、3年                       | 25本                        | 張玉琰     | 大阪体育大№7、4年     | 19本                       |
| ディフェンス王 | 石坂秀一          | 中央大№6、4年                       |                             | 安達美紀   | 日本体育大№7、2年     |                            |
| 優秀選手       | 大野篤史          | 日本体育大№6、3年                   |                             | 渡邉温子   | 愛知学泉大№11、2年    |                            |
| 優秀選手       | 堀田剛司          | 日本体育大№5、3年                   |                             | 岩水麻理子 | 日本体育大№14、3年    |                            |
| 優秀選手       | 山中健一          | 中央大№4、3年                       |                             | 張玉琰     | 大阪体育大№7、4年     |                            |
| 優秀選手       | 玉島大蔵          | 青山学院大№8、3年                   |                             | 松本茜     | 樟蔭東女子短大№4、2年 |                            |
| 敢闘賞         | 石坂秀一          | 中央大№6、4年                       |                             | 矢代直美   | 日本体育大№13、3年    |                            |
| MVP            | 仲村直人          | 日本体育大№4、4年                   |                             | 船引かおり | 愛知学泉大№4、4年     |                            |